# Esther Dyson
Esther Dyson (nacida el 14 de julio de 1951) es una inversionista, periodista, escritora, empresaria, comentarista y filántropa estadounidense nacida en Suiza. Es una de las principales inversoras ángeles centradas en la asistencia sanitaria, gobierno abierto, electrónica digital, biotecnología, y el espacio exterior. La carrera de Dyson se centra en la salud y continúa invirtiendo en empresas emergentes en el ámbito de la salud y la tecnología.

## Vida
Su padre es el físico inglés con nacionalidad estadounidense Freeman Dyson, y su madre la matemática Verena Huber-Dyson, de ascendencia suiza; mientras uno de sus hermanos es George Dyson, historiador de tecnología digital. Después de graduarse en Harvard con una licenciatura en economía, se unió a Forbes como correctora de sucesos y rápidamente ascendió a reportera. En 1977, se unió a New Court Securities, después a Federal Express y otras empresas de nueva creación.